# Grigore Ion
Grigore Ion, zis și Buriașu, (n. 5 iunie 1850, satul Dumbrăvești, comuna Mălăești, județul Prahova – d. 19 septembrie 1915) a fost un soldat al Batalionului al II-lea de Vânători din cadrul Diviziei a IV-a a Armatei Române, erou al Războiului de Independență care, la 30 august 1877, a capturat drapelul turcesc în timpul asaltului asupra redutei Grivița 1.

## Biografie
Grigore Ion a fost chemat sub arme în primăvara anului 1877, fiind mobilizat ca soldat, împreună cu contingentele 1875 și 1876, în Batalionul 2 de Vânători aflat în garnizoană la Ploiești. Într-o prima etapă, batalionul a participat la operațiuni de acoperirea și apărare a Dunării în zonele Oltenița și Corabia. După trecerea Dunării, batalionul s-a deplasat spre Nicopole și a participat la Asediul Plevnei. La 30 august 1877 batalionul a trecut sub comanda maiorului Alexandru Candiano-Popescu, acesta înlocuindu-l pe maiorului Mateescu, rănit cu câteva zile înainte în luptele din jurul Plevnei.
Grigore Ion a participat la a treia bătălie de la Plevna din 30 august 1877, bătălie în care trupele turcești din reduta Grivița 1, conduse de colonelul Sevfet, au fost nevoite să execute o manevră de retragere sub presiunea celor patru asalturi ale trupelor române și ruse. În cursul acțiunii soldatul Ion a observat un soldat inamic ce se retrăgea cu drapelul turcesc, l-a atacat și, cu sprijinul altor doi camarazi de batalion, sergentul Gheorghe Stan și caporalul Vasile Nica, a reușit să captureze drapelul pe care l-a predat ulterior comandantului de batalion.

Gravură publicată în ziarul Războiul din 19 septembrie 1877, sergentul Gheorghe Stan (stânga), soldatul Ion Grigore (mijloc) și caporalul Nica Vasile (dreapta)

După două zile, la 1 septembrie 1877, maiorul Candiano, însoțit de Grigore Ion, Gheorghe Stan și Vasile Nica, au adus drapelul capturat la Poradim unde se afla cartierul general al Armatei Române și l-au prezentat regelui Carol I care i-a decorat cu „Virtutea Militară”. La 2 septembrie, cei patru prezintă steagul Împăratului Alexandru al II-lea al Rusiei care, la rândul lui, îi decorează pentru fapta de vitejie cu Crucea Sfântului Gheorghe. La 7 septembrie 1877, în cadrul unei parade militare, maiorul Candiano-Popescu și cei trei ostași, Grigore Ion, Gheorghe Stan și Vasile Nica, prezintă drapelul turcesc reginei Elisabeta și populației entuziaste a Capitalei.
„Între trofeele luate de Români de la Osman-Pașa este și un stindard verde. Adus aseară în București, azi a fost condus în aclamațiile entuziaste ale poporului, care se îndesa pe străzile, pe unde avea să treacă cortegiul, până la cazarma din Dealul Spirei, unde a fost depus. Chiar junele soldat, un vânător, Grigore Ion, mic de statură care a avut curajul și fericirea de a-l smulge din mijlocul inamicilor, îl conducea. Mulțimea întâmpina pe junele soldat cu aclamații și buchete de flori. A fost un moment solemn care a făcut să treacă prin inimile tuturor un fior religios, când cortegiul a ajuns pe Bulevardul Universității și junele soldat a înclinat stindardul turc, de trei ori, înaintea statuei lui Mihai Viteazul. Câțiva impiegați de la primăria Capitalei i-au oferit în semn de admirație un ceasornic. Bătrânul Colonel Papasolu și alții l-au îmbrățișat de mai multe ori. În scurt, azi  am avut o frumoasă zi pentru inima românească. Ziarul Răsboiul, 7 septembrie 1877 (citat de Ioan Georgescu-Arvutu, 1937) ”
După încheierea păcii, Grigore Ion, avansat la gradul de sergent deși nu știa carte, s-a reîntors în satul natal cu o mică pensie viageră de 12 lei pe lună. Rămas văduv, s-a recăsătorit și, din cele două căsătorii, a avut șase copii. Neputând face față nevoilor familiei doar prin munca câmpului, se mută la București și se angajează ca portar la Monitorul Oficial. La sfârșitul anului 1911 ziarul Universul și Alexandru Candiano-Popescu (sau Noua revista română după alte surse) au inițiat o campanie de ajutorare a eroului de la Grivița. Pensia acestuia a fost mărită și, prin subscripție publică, a fost adunată suma de 83.000 de lei cu care a fost cumpărat un car cu doi boi și i s-a construit o casă în satul natal, alături de casa părinților săi.

## Controversa privind capturarea drapelului turcesc
După mai bine de 15 ani de la terminarea războiului o controversă apare privind adevărata identitate a ostașului care a capturat stindardul otoman. Grigore Ion al Lucăi (sau Alucăi) (1848-1909), sergent în Batalionul 1 al Regimentului 16 Dorobanți, susținuse, în memorii adresate Ministerului de Război începând cu anul 1893, că el ar fi fost cel care capturase stindardul otoman. Pe baza mărturiei căpitanului Petru Negoescu, comandantul Batalionului 1 al Regimentului 16 Dorobanți, care afirma, susținut de mărturiile altor militari, că cel care capturase stindardul fusese sergentul Grigore Ion al Lucăi (sau Alucăi) din compania III Burdujeni a batalionului său, un proiect de lege pentru acordarea unei pensii viagere sergentului Grigore Ion al Lucăi este înaintat Adunării Deputaților la 22 martie 1894. Proiectul de lege a fost inițiat de deputații Alexandru C. Cuza, G. A. Catargi, Dumitru Rosetti-Tețcanu, S. A. Rășcanu, Theodor Cincu, Alexandru Delimarcu, E. D. Mirea și Dimitrie C. Butculescu. Alexandru C. Cuza a continuat să-l susțină pe sergentul al Lucăi publicând în anul următor o fasciculă intitulată Sergentul Grigore a Lucăi. O pagină din Istoria Resboiului Independenței 1877-1878. Alexandru Candiano-Popescu, devenit între timp general, protestează înaintând un memoriu Ministerului de Război în care aduce argumente împotriva afirmației sergentului Grigore Ion al Lucăi.
Ulterior, campania de ajutorare a sergentului Grigore Ion din anii 1911-1912 readuce în lumină mai vechea controversă. Aceasta devine și ziaristică, două cotidiene înfruntându-se în această polemică: Universul, cu orientare de centru-dreapta, de partea lui Grigore Ion, și Dimineața, cu orientare de centru-stânga. Alte publicații, din Regat sau din Transilvania, au relativizat însă această polemică, preferând să pună în prim plan actul de glorie în sine, răsfrânt asupra întregii Armate Române, și nu doar o persoană în particular.
„Colecta începută pentru veteranul Grigore Ioan, care a luat steagul cel verde din mânile Turcilor, în lupta dela Grivița, a dat prilej la o interesantă discuție. Unii afirmă că nu Grigore Ioan ar fi cuceritorul steagului turcesc, ci un alt sergent, anume Grigore al Lucăi. Maiorul Candiano Popescu n'ar fi avut atunci, în zilele acelea de glorie, alt rol, decât acela de a fi prezentat steagul, care nu a fost cucerit de soldații din batalionul său, superiorilor, și de a-l fi adus ulterior la București.
Prețioase informații dă în această privința d. Ciurcu, care în acele vremi se afla pe câmpul de răsboi, în calitate de corespondent al câtorva ziare. Dsa afirmă că nu se știe exact cine este acela care a pus mai întâi mâna pe steagul turcesc, în  orice caz n'a fost un soldat din batalionul lui Candiano Popescu și, dacă Grigore Ioan a servit în acel batalion, atunci nu el este cuceritorul steagului.
Firește, discuția interesează pe unii din punct de vedere istoric, pe alții din alte considerațiuni. Un fapt însă rămâne: Că acel steag a fost smuls din mânile ostașilor turci prin vitejia Românilor. Și acesta este un fapt, cu care se pot mândri generațiile viitoare.
Că cine-i adevăratul cuceritor la ce nе-am mai bate capul? El a fost un soldat român. Numele puțin interesează. Numească-se el Grigore Ioan sau Grigore al Lucăi, faptul în sine rămâne în aceeaș strălucitoare glorie.”—Corespondent, Tribuna, 13/26 ianuarie 1912 '

## Ordine și decorații
Grigore Ion a fost decorat cu următoarele ordine și medalii românești și rusești:
- Ordinul Steaua României în grad de cavaler, pentru militari cu însemnele de război (1877)
- Medalia Virtutea Militară de război, clasa a II-a (1877)
- Crucea Sfântului Gheorghe clasa a IV-a (1877)
- Medalia Apărătorii Independenței (1878)
- Crucea Trecerea Dunării (1878)
- Medalia Comemorativă Rusă a Războiului din 1877-1878 (1878)
- Medalia Jubiliară Carol I, tip militari (1906)

## In memoriam
În orașele București, Iași și Caracal existǎ câte o stradǎ care poartǎ numele eroului din Rǎzboiul de Independențǎ.
În comuna Dumbrăvești din județul Prahova a fost dezvelit la 26 mai 1971 Monumentul Eroilor din Războiul de Independență. Monumentul, realizat de către sculptorul Nicolae Kruch, este format din:
- soclul prismatic pe care este fixat un basorelief din bronz care redă scena capturării steagului otoman;
- bustul din piatră al sergentului Grigore Ion în uniforma Batalionului II Vânători.[14]